# Shuttle Docking Module

Shuttle Docking Module mit den zwei Transportcontainern für Solarzellen

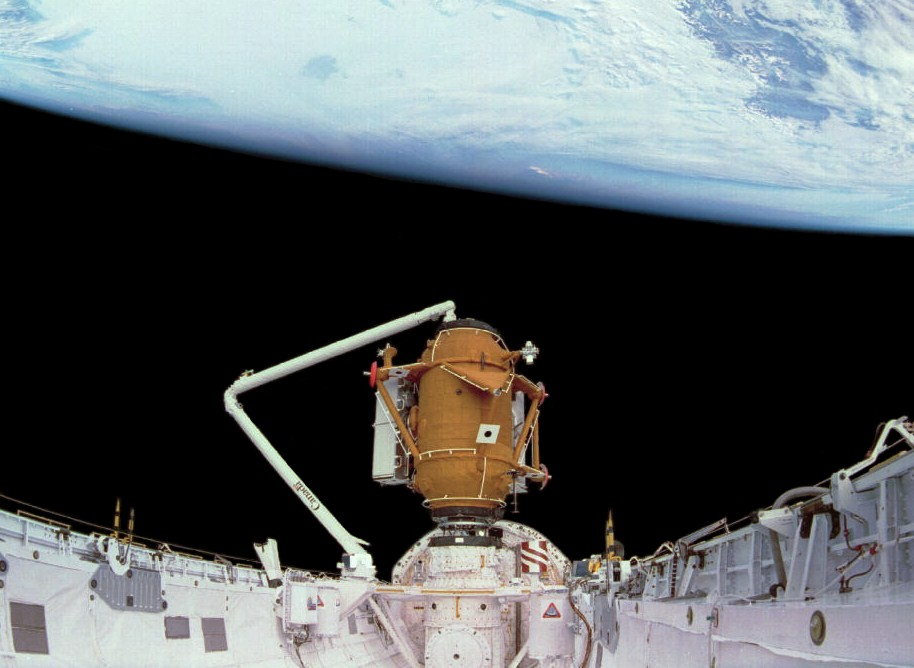
STS-74 mit dem SDM

Konfigurationsdiagramm der Mir mit einem am SDM angedockten Space Shuttle

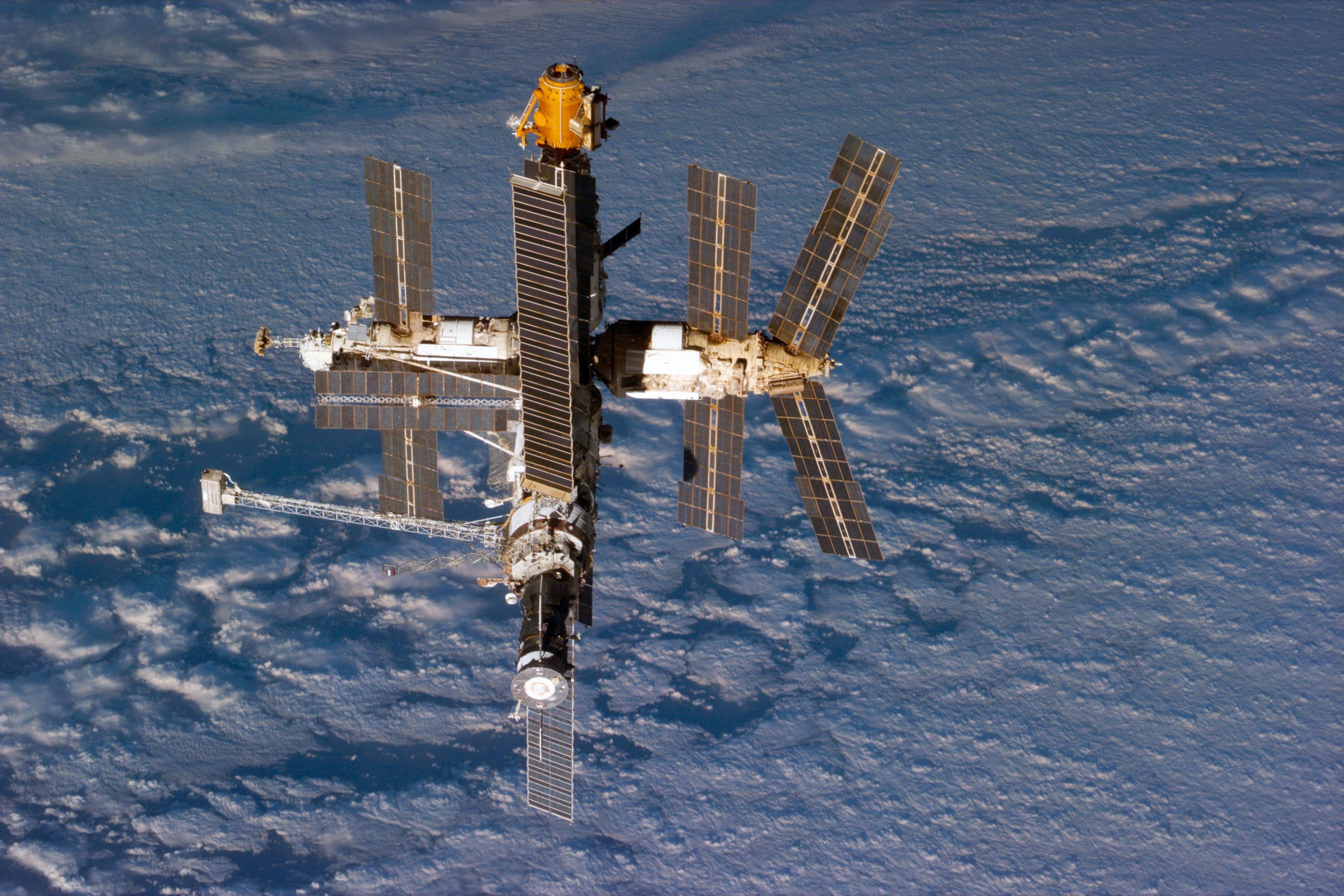
Vollausgebaute Mir 1996: Das SDM ist oben zu sehen

Das Shuttle Docking Module (SDM) war ein Modul der Raumstation Mir, das gemeinsam von der russischen und US-amerikanischen Raumfahrtbehörde entwickelt wurde, um Space Shuttles an die Raumstation Mir anzukoppeln.

## Entwicklung
Erste Überlegungen im damals sowjetischen Raumfahrtprogramm sahen ein spezielles Andockmodul mit der Bezeichnung „SO“ (russisch Стыковочный Отсек) vor, mit dem die Buran-Raumfähre an der geplanten Raumstation Mir-2 hätte anlegen können. Nach einem Konzept aus dem Jahre 1992 sollte das Modul zusätzlich über eine Luftschleuse für Außeneinsätze verfügen und mit Hilfe eines Progress-Servicemoduls an die Mir-2 angedockt werden.
Nach dem Zusammenbruch der Sowjetunion wurde 1992 das Buran-Programm sowie die Entwicklung der Raumstation Mir-2 aus finanziellen Gründen gestoppt. Gleichsam wurde die Annäherung an das US-amerikanische Raumfahrtprogramm beschlossen und Flüge des US-Shuttles zur Mir geplant. Bei der Mission STS-71 zum ersten Andocken des Space Shuttles an die Mir musste das Kristall-Modul aufwendig auf die radiale Position am Mir-Kopplungsadapter umgesetzt werden, damit die Raumfähre Atlantis nicht die Mir oder deren Aufbauten berührt und beschädigt. Danach musste Kristall wieder in die ursprüngliche Position versetzt werden, um den radialen Andockpunkt für Sojus-Raumschiffe und Progress-Zubringer zu räumen.
Um diese aufwendige Umsetzung und damit verbundene Außeneinsätze bei den Folgemissionen zu umgehen, einigten sich amerikanische und russische Experten auf die Entwicklung eines speziellen Andockmoduls zur Erweiterung von Kristall. Mit dem 4,70 Meter langen und 6 Tonnen schweren Modul sollte insbesondere der Abstand zwischen dem Shuttle und Mir vergrößert werden, so dass es zu keiner Berührung kommt und die Abgase der Shuttle-Steuerdüsen nicht auf die Mir und insbesondere deren empfindliche Solarpaneele einwirken.
Zur schnellen Entwicklung des Moduls wurde auf die Pläne des Mir-2-Andockmoduls „SO“ des russischen Herstellers RKK Energija zurückgegriffen. Um die Bauzeit zu verkürzen, wurde dieses Modul vereinfacht und auf den Einbau der Luftschleuse für Außeneinsätze verzichtet. Weiterhin konnten Teile der Konstruktion aus dem Sojus-Orbitalmodul abgeleitet werden, da dieses im Rahmen der Mission Sojus TM-16 bereits mit dem für die Kopplung an Kristall notwendigen Andockadapter vom Typ APAS 89 erprobt wurde. Der Bau erfolgte weitestgehend in Russland und das SDM wurde am 7. Juni 1995 zum Kennedy Space Center geliefert.

## Start und Installation
Das Shuttle Docking Module war das einzige Modul der Raumstation Mir, das nicht mit Hilfe einer Proton-Rakete ins All befördert wurde. Am 13. November 1995 startete das SDM als Nutzlast des US-amerikanischen Raumfähre Atlantis (STS-74). Am zweiten Flugtag wurde das SDM aus der Ladebucht gehoben und auf den Kopplungsadapter der Atlantis gesetzt. Am 16. November erfolgte dann die Kopplung an den axialen APAS-Andockpunkt des Kristall-Moduls und damit das zweite Anlegen eines Space Shuttles an der Raumstation Mir.
Als Besonderheit waren an der Außenwand des SDM zwei große Transportcontainer mit gefalteten Solarpaneelen angebracht. Eines der beiden Paneele wurde unter US-amerikanischer Beteiligung entwickelt und gefertigt. Nach dem Andocken des SDM an die Mir wurden die beiden Paneele am Kwant-Modul angebracht, um die Stromversorgung des Mir-Komplexes zu verbessern. Nach dem Ablegen der Atlantis verblieb das SDM an der Mir, so dass es in den folgenden Jahren noch sieben Mal zum Andocken eines Space Shuttles dienen konnte.

## Wissenschaftliche Aufgaben
Die Hauptaufgabe des SDM war es, die grundsätzlichen Voraussetzungen für die Ankopplung eines Space Shuttles an eine Raumstation zu schaffen und zu erforschen. Während der gemeinsamen Shuttle-Mir-Flüge wurden mehrere Untersuchungen zur Überprüfung der Stabilität des Gesamtkomplexes und der Auswirkungen von Zündungen der Steuertriebwerke durchgeführt. Weiterhin wurde mit Hilfe des Koppelmoduls im Shuttle-Mir-Programm die Einbindung des Shuttles als Versorgungsfahrzeug und das Be- und Entladen von Versorgungsgütern erprobt. Darüber hinaus verfügte das SDM über ein eigenes Temperaturregelungssystem sowie über Ausrüstung zur Übermittlung von Funk- und Fernsehdaten.
An der Außenwand von SDM befanden sich Messgeräte zur Überprüfung der Auswirkungen von kosmischen Strahlungen auf das Space Shuttle sowie Raum für weitere Experimente. Bei einem Außenbordeinsatz im Rahmen der Shuttle-Mission STS-76 wurden an der Außenhaut des Shuttle Docking Moduls vier Experimente montiert. Diese dienten der Erforschung von Mikrometeoriteneinschlägen und den Auswirkungen von Staubteilchen. Weiterhin wurden Materialien für den Bau der Internationalen Raumstation (ISS) erforscht.

## Schlussfolgerungen
Durch den Einsatz des Andockmoduls konnten acht Shuttle-Mir Missionen durchgeführt und das Shuttle fest in den Versorgungsplan der Mir aufgenommen werden. Neben der Anlieferung von Nachschub und Besatzungsmitgliedern wurde es durch das Shuttle auch möglich, beendete Experimente und nicht mehr benötigte Ausrüstungsgegenstände wieder mit zur Erde zu nehmen. Da dies in Sojus-Landekapseln nur eingeschränkt möglich ist, wurden die Forschungsmöglichkeiten auf der Mir durch den Einsatz des Shuttles weiter erhöht. Aus dem erfolgreichen Einsatz des SDM wurden wesentliche Erkenntnisse für Module der ISS übernommen. Zum einen wurde das Andockmodul Pirs, das an der ISS zum Andocken von Sojus- und Progress-Schiffen genutzt wurde, auf der Grundlage des SO- bzw. SDM-Moduls entwickelt. Zum anderen nutzt die NASA das APAS-Andocksystem sowohl im Shuttle selbst als auch in den drei PMA-Modulen der ISS zum Andocken von Shuttles und als Übergang zwischen dem US-amerikanischen und russischen Segment.